# Ivan Nagy
Ivan Nagy (Debrecen, 28 de abril de 1943 - Budapest, 22 de febrero de 2014) fue un bailarín, director y coreógrafo de ballet húngaro nacionalizado británico. En 1968 se convirtió en bailarín estrella del American Ballet Theatre, y tras retirarse de los escenarios a los 35 años, ejerció la dirección artística de compañías como el Ballet de Santiago, el Ballet de Cincinnati, o el Ballet Nacional de Inglaterra (English National Ballet).

## Bailarín
Inició sus estudios de danza muy joven con su madre, una profesora de ballet. A los 7 ingresó en la escuela del Ballet de la Ópera Estatal de Budapest (actualmente Ballet de la Ópera Estatal de Hungría), y ya en 1960, logró ingresar a la compañía de Budapest.
En 1965 participó en el Concurso Internacional de Ballet de Varna, en Bulgaria, donde ganó una medalla de plata. En este concurso, el exbailarín del Ballet Ruso de Montecarlo y director artístico del Ballet Nacional de Washington, Frederic Franklin, se fijó en el joven bailarín y lo invitó a bailar en su compañía; Nagy aceptó y se estableció en Washington. En aquellos momentos, en plena Guerra Fría, su decisión se consideró una deserción, aunque posteriormente se le permitió entrar en Hungría para visitar a su familia. Mientras trabajaba en Washington conoció a la bailarina australiana Marilyn Burr, quien se convirtió en su esposa.
Tras tres años en el Ballet Nacional de Washington, en 1968 aceptó la invitación de George Balanchine para trabajar en el New York City Ballet, pero no se sintió a gusto allí y solo estuvo una temporada. Unos meses después ya había conseguido trabajo en otra de las grandes compañías estadounidenses, el American Ballet Theatre. En esa época comenzó su asociación artística con Carla Fracci, que los llevó a participar juntos en varios ballets, consolidándose como pareja artística de gran compenetración.
En 1976 se publicó un libro: En la sala de ensayos; con Cynthia Gregory y participó de dos documental y dos series de televisión.
Se retiró en 1978, cuando contaba con 35 años y estaba en el momento más alto de su carrera. Nagy quiso evitar el desgaste que había observado en otros bailarines que trabajaban hasta que su cuerpo se resentía, para evitar las dolencias físicas en su vejez.

## Director artístico
En 1982 se trasladó a Chile para dirigir el Ballet de Santiago, cargo que ejerció hasta 1986. Durante su estancia en Chile ocurrió el terremoto de 1985, que causó grandes daños en el país. Nagy organizó una gala de danza para conseguir fondos para los damnificados, a la que invitó a destacados bailarines amigos que bailaron gratuitamente: Fernando Bujones; la primera bailarina uruguaya Sara Nieto, quien bailó junto a Zane Wilson una coreografía de Vicente Nebrada; los esposos Koslov, que habían dejado la Unión Soviética; el bailarín chino Li Cunxin, con Jennifer Parker; y la primera bailarina de Brasil, Ana Botafogo. Esta gala, por insistencia de Nagy, fue retransmitida para que todo el pueblo chileno pudiera disfrutar de ella.
Posteriormente trabajó como director artístico del Ballet de Cincinnati desde 1986 hasta 1989, del English National Ballet de 1990 a 1993, y nuevamente del Ballet de Santiago desde 1996.
Residió en la localidad de Valldemosa, situada en la isla española de Mallorca, desde los años 1980. Falleció en Budapest mientras se encontraba trabajando en una nueva coreografía para el Ballet de la Ópera de Budapest que se estrenaría el 5 de mayo.